# Disturbing tha Peace

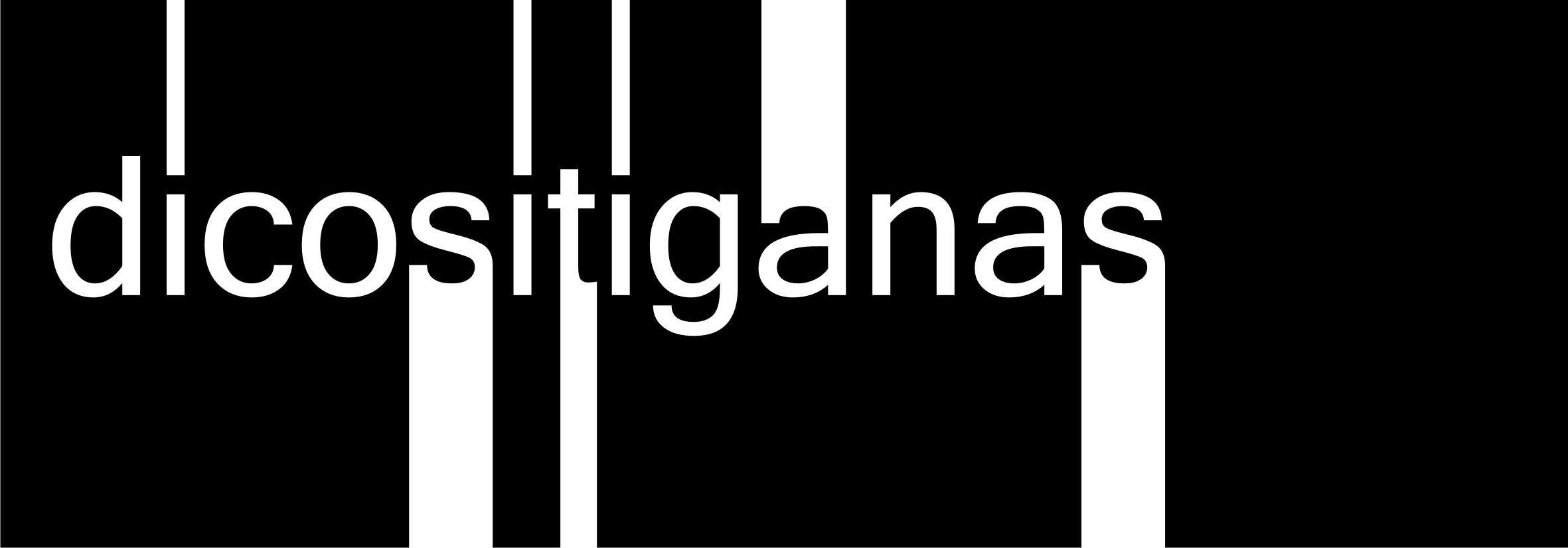
DTP Logo.

Disturbing tha Peace é uma gravadora criada pelo cantor Ludacris. É uma subdisiária da Universal Music Group e da The Island Def Jam Music Group.

## Artistas
- DJ Infamous
- Ludacris
- Steph Jones
- Chingy
- Soulo
- M.C.
- TK N Cash
- Adrian Marcel
- Don Trip